# Wideqvist环丙烷合成
Wideqvist环丙烷衍生物合成（英語：Wideqvist cyclopropane synthesis）
醛或酮与溴代丙二腈在碘化钾作用下发生分子内缩合，并进一步环化生成四氰基环丙烷衍生物。
环酮类可通过此反应生成螺环化合物，但10个碳以上的大环酮类不发生反应。